# رعد و برق (فیلم ۲۰۰۲)
رعد و برق (انگلیسی: Thunderpants) یک فیلم در ژانر علمی تخیلی و کمدی به کارگردانی پیتر هویت است که در سال ۲۰۰۲ منتشر شد.

## بازیگران
- روپرت گرینت
- جاشوا هردمن
- استیون فرای
- پل جیاماتی
- سلیا ایمری
- سیمون کالو
- ند بیتی
- آدام گادلی
- آنا پاپپلول
- بروس الکساندر کوک
- کیرا نایتلی
- لزلی فیلیپس
- رابرت هاردی
- کالین استینتن
- برونا گالاگر
- ویکی پپرداین